# Achromat

Achromat

Achromat, dublet achromatyczny – układ optyczny (np. obiektyw) składający się z dwóch soczewek, skupiającej i rozpraszającej, wykonanych z gatunków szkła o różnej dyspersji (np. szkła kronowego i flintowego) połączonych razem. Pozwala na korekcję aberracji chromatycznej dla światła o dwóch określonych długościach fal (zazwyczaj dla światła czerwonego i niebieskiego). Dla innych długości fal aberracja nie zostaje całkowicie wyeliminowana, lecz znacznie zmniejszona – jest to tzw. chromatyzm wtórny.
Dokładniejszą korekcję aberracji chromatycznej zapewnia układ 3 lub więcej soczewek, np. apochromat.